# Somerton (Arizona)
Somerton – miasto w Stanach Zjednoczonych, w stanie Arizona, w hrabstwie Yuma. Jest to najgęściej zaludnione miasto stanu Arizona (ponad 4292 osoby/km2).